# 林仲易

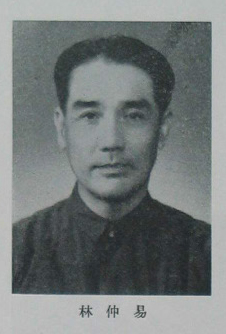

林仲易（1893年8月9日—1981年5月11日），原名秉奇，号竹西，别号属云楼主人，男，福建福州人，中华人民共和国政治人物。

## 生平
早年留学日本，毕业于日本早稻田大学政治经济系。回国后，任北京晨报社经理、福建学院院长。1937年后，在北平、天津、重庆、南京、上海等地从事律师工作，并积极参加民族民主运动。中华人民共和国成立，任政务院政治法律委员会委员、最高人民法院顾问室顾问、《光明日报》总经理、全国政协委员、民盟中央委员和中央宣传部副部长。1981年5月11日，在北京去世。

## 家庭
父親林作舟，曾任广东陽山縣知縣。